# NGC 5548
NGC 5548 هي مجرة تتبع كوكبة العواء. اكتشفها ويليام هيرشل في 19 مايو 1784.

## روابط خارجية
- NGC 5548 على موقع ويكي سكاي: DSS2, SDSS, GALEX, IRAS, Hydrogen α, X-Ray, Astrophoto, Sky Map, Articles and images